# Kamienica przy ulicy Karmelickiej 28 w Krakowie
Kamienica przy ulicy Karmelickiej 28 – zabytkowa kamienica znajdująca się w Krakowie, w dzielnicy I przy ul. Karmelickiej, na Piasku.
Budynek został wzniesiony około 1910 roku. 
W 2023 roku na jednej ze ścian kamienicy odsłonięty został mural poświęcony Wisławie Szymborskiej. Wykonany został przez Joannę Dobranowską i Piotra Jakóba. Odsłonięcie muralu było związane z otwarciem w bezpośrednim sąsiedztwie budynku parku poetki.

11 grudnia 1999 kamienica została wpisana do rejestru zabytków. Znajduje się także w gminnej ewidencji zabytków.

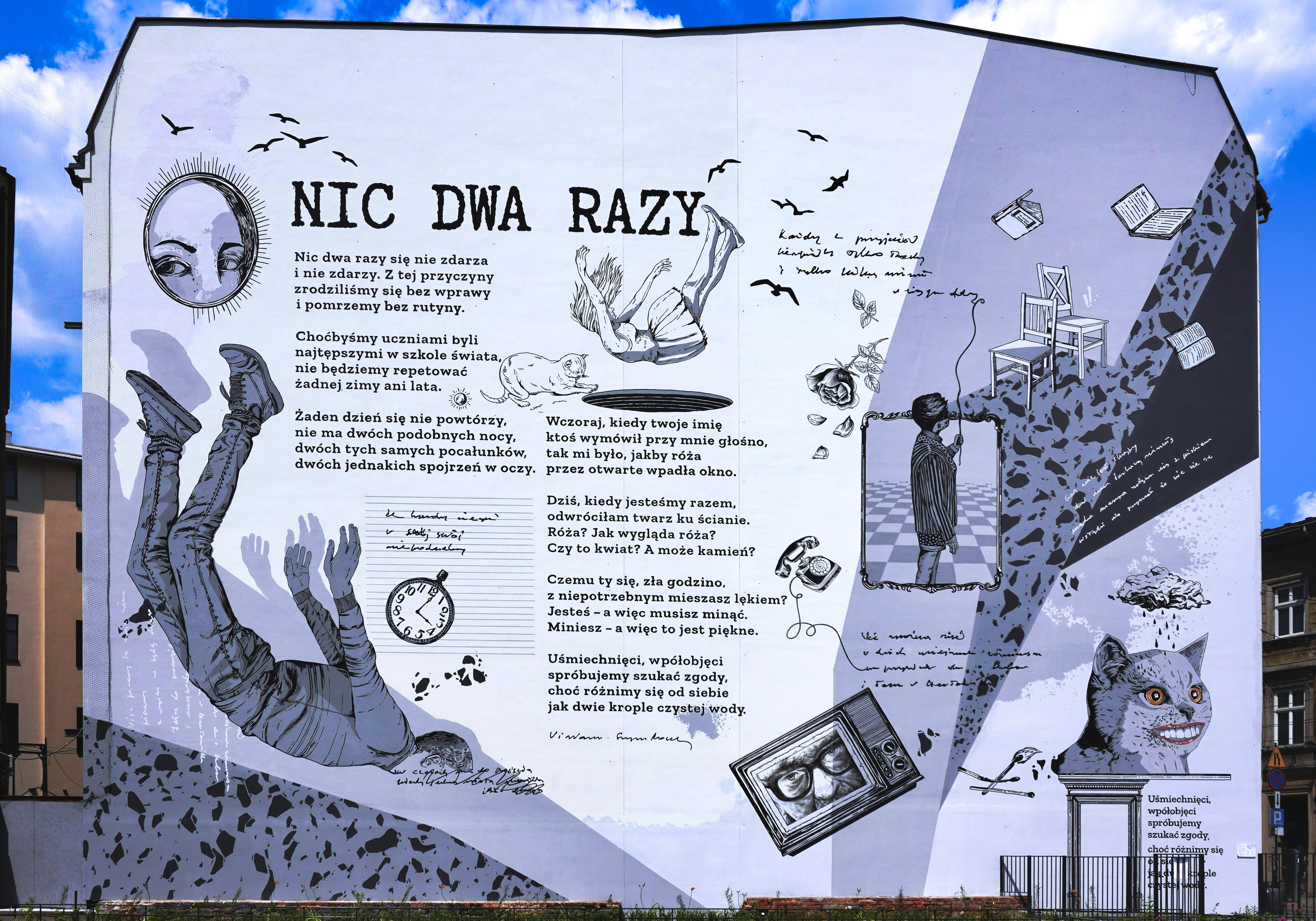
Mural
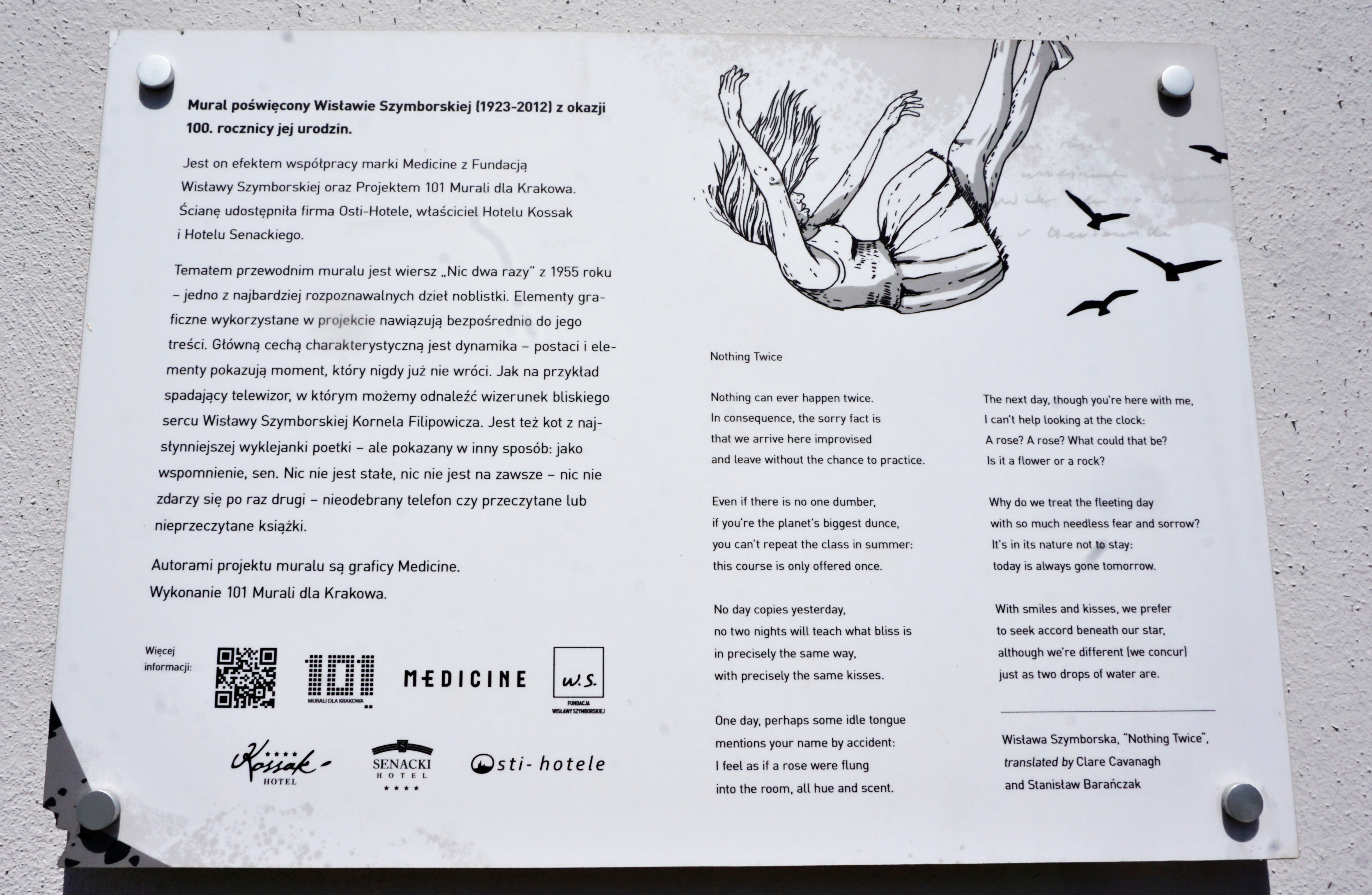
Tablica informacyjna